# Exeter City F.C.

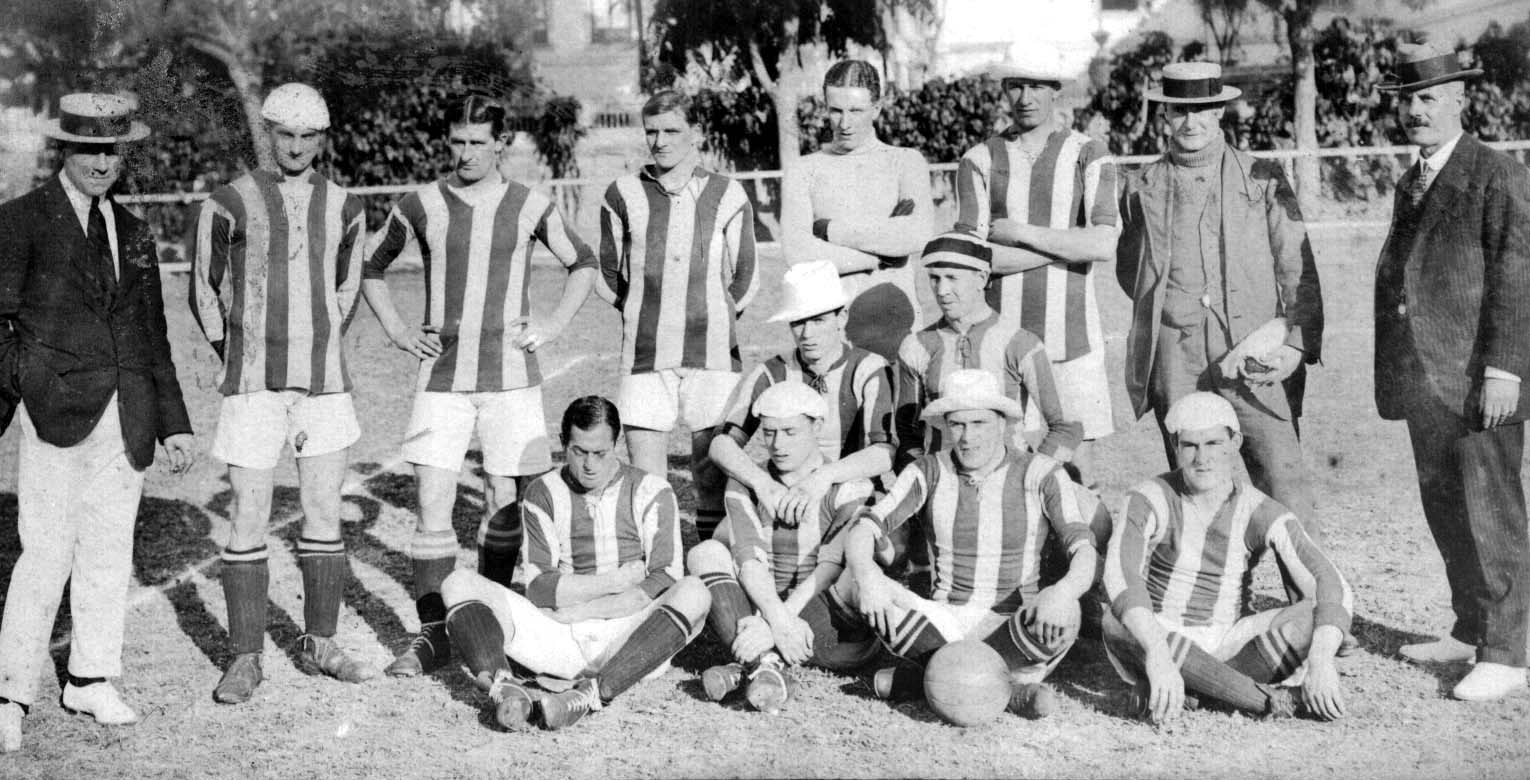
Exeter City, 1914.

Exeter City Football Club – angielski klub piłkarski założony w 1904 roku w mieście Exeter. Powstał z dwóch połączonych ze sobą klubów: Exeter United oraz St Sidwell's United.

## Obecny skład
Stan na 25 września 2019.
| Nr | Poz. | Piłkarz          |
| -- | ---- | ---------------- |
| 1  | BR   | Lewis Ward       |
| 2  | OB   | Pierce Sweeney   |
| 3  | OB   | Craig Woodman    |
| 4  | PO   | Nigel Atangana   |
| 5  | OB   | Aaron Martin     |
| 6  | PO   | Jordan Tillson   |
| 7  | PO   | Lee Martin       |
| 8  | PO   | Nicky Law        |
| 10 | NA   | Lee Holmes       |
| 11 | PO   | Randell Williams |
| 12 | NA   | Ryan Bowman      |
| 14 | NA   | Nicky Ajose      |
| 15 | OB   | Tom Parkes       |
| 16 | OB   | Gary Warren      |

| Nr | Poz. | Piłkarz                                      |
| -- | ---- | -------------------------------------------- |
| 17 | NA   | Matt Jay                                     |
| 18 | NA   | Alex Fisher                                  |
| 20 | OB   | Jayden Richardson (wyp. z Nottingham Forest) |
| 21 | OB   | Dean Moxey (wicekapitan)                     |
| 22 | PO   | Jack Sparkes                                 |
| 23 | BR   | Jonny Maxted                                 |
| 25 | PO   | Jake Taylor (kapitan)                        |
| 27 | PO   | Archie Collins                               |
| 29 | PO   | Harry Kite                                   |
| 30 | PO   | Joshua Key                                   |
| 32 | PO   | Ben Chrisene                                 |
| 35 | NA   | Ben Seymour                                  |
| 36 | PO   | James Dodd                                   |